# Crateri di Plutone
Segue una lista dei crateri d'impatto presenti sulla superficie di Plutone. La nomenclatura di Plutone è regolata dall'Unione Astronomica Internazionale; la lista contiene solo formazioni esogeologiche ufficialmente riconosciute da tale istituzione.
I crateri di Plutone portano i nomi di persone collegate a Plutone e alla fascia di Kuiper.

## Prospetto
| Cratere   | Eponimo | Latitudine | Longitudine | Diametro |
| --------- | --- | ---------- | ----------- | -------- |
| Bower     | Ernest Clare Bower - Astronomo statunitense tra i primi a calcolare l'orbita di Plutone dopo la sua scoperta (1890-1964).                                                      | 45,36° N   | 233,39° E   | 72 km    |
| Burney    | Venetia Burney - L'undicenne che suggerì il nome Plutone per il nuovo corpo celeste (1918-2009).                                                                               | 45,68° N   | 133,79° E   | 294 km   |
| Coughlin  | Thomas Boyd Coughlin - Il primo responsabile del progetto della sonda New Horizons (1941-2011).                                                                                | 15,24° N   | 150,54° E   | 45 km    |
| Coradini  | Angioletta Coradini - Planetologa italiana, responsabile della strumentazione per le missioni Cassini-Huygens, Rosetta, Dawn e Juno (1946-2011).                               | 42,88° N   | 191,43° E   | 38 km    |
| Edgeworth | Kenneth Edgeworth - Astronomo irlandese che ipotizzò l'esistenza di oggetti oltre Nettuno (1880-1972).                                                                         | 6,86° N    | 109,42° E   | 149 km   |
| Elliot    | James Elliot - Astronomo statunitense, scopritore dell'atmosfera di Plutone (1943-2011).                                                                                       | 12,04° N   | 138,86° E   | 96 km    |
| Farinella | Paolo Farinella - Planetolgo italiano che ha studiato la formazione e l'evoluzione con collisioni dei piccoli corpi celesti inclusi quelli della Fascia di Kuiper (1953-2000). | 50,87° N   | 179,24° E   | 20 km    |
| Gibson    | William C. Gibson - Responsabile delle missioni scientifiche della sonda New Horizons verso Plutone e la fascia di Kuiper (1945-2017).                                         | 49,17° N   | 138,38° E   | 19 km    |
| Giclas    | Henry Lee Giclas - Astronomo statunitense che ottenne le prime lastre fotografiche tuttora utii a determinare l'orbita di Plutone (1910-2007).                                 | 39,79° N   | 201,82° E   | 49 km    |
| Hardaway  | Lisa Hardaway - Ingegnere statunitense, responsabile dello sviluppo dello strumento RALPH della New Horizons (1966-2017).                                                      | 46,85° N   | 140,97° E   | 11,07 km |
| Hardie    | Robert H. Hardie - Astronomo statunitense, coscopritore del periodo di rotazione di Plutone (1923-1989).                                                                       | 23,82° N   | 141,58° E   | 25 km    |
| Khare     | Bishun Khare - Scienziato indo-statunitense, studioso delle toline (1933-2013).                                                                                                | 27,85° N   | 94,56° E    | 58 km    |
| Kiladze   | Rolan Kiladze - Astronomo georgiano, studioso dell'astrometria e della fotometria di Plutone (1931-2010).                                                                      | 28,39° N   | 212,92° E   | 44,42 km |
| Kowal     | Charles Thomas Kowal - Astronomo statunitense, scopritore di 2060 Chiron prototipo dei Centauri (1940-2011).                                                                   | 49,48° N   | 217,87° E   | 66 km    |
| Oort      | Jan Oort - Astronomo olandese che ipotizzò l'esistenza di nube di oggetti da cui si dipartono le comete (1900-1992).                                                           | 7,86° N    | 92,05° E    | 123 km   |
| Pulfrich  | Carl Pulfrich - Fisico tedesco inventore del comparatore a intermittenza usato da Tombaugh per scoprire Plutone (1858-1927).                                                   | 77,8° N    | 135,99° E   | 37,7 km  |
| Simonelli | Damon Simonelli - Astronomo statunitense, studioso del processo di formazione di Plutone (1959-2004).                                                                          | 12,79° N   | 314,76° E   | 286 km   |
| Zagar     | Francesco Zagar - Astronomo italiano, tra i primi studiosi di Plutone (1900-1976).                                                                                             | 5,74° S    | 155,23° E   | 93 km    |